# گریریگ
گریریگ (به انگلیسی: Grayrigg) یک روستا و محله مدنی در بریتانیا است که در South Lakeland واقع شده‌است. گریریگ ۲۴۲ نفر جمعیت دارد.